# 朴容錫
朴 容錫（朴勇石、パク・ヨンソク、朝鮮語: 박용석、1928年 - 2007年3月17日）は、朝鮮民主主義人民共和国の政治家。政務院鉄道部長、朝鮮労働党中央委員会検閲委員会委員長、朝鮮労働党中央委員会委員などを歴任した。初代政務院総理の金一（本名、朴徳山）の息子。

## 経歴
1928年に日本統治下の咸鏡北道で生まれた。父親は後に初代政務院総理を務める金一。万景台革命学院、金日成総合大学を卒業後、ソ連のモスクワ運輸鉄道大学に留学した。1961年に交通省都市設計局長に任命され、1961年に交通省副相に転じた。1967年11月に最高人民会議第4期代議員に選出された。第5期では脱落したが第6期から第11期まで連続当選を果たし、死去まで代議員に在職した。1969年に朝鮮労働党中央委員会部長に任命され、1970年11月に開かれた朝鮮労働党第5回大会で党中央委員会委員に選出された。1972年に党中央委員会建設運輸部長。1977年にには政務院交通委員会傘下の鉄道部長に任命され、1979年まで在任。1980年10月に開かれた朝鮮労働党第6回大会で党中央委員に再選し、1982年に党中央委員会建設運輸部長に再任された。同年、金日成勲章を受章。1985年に政務院交通委員会委員長に任命された。1986年に鉄道部長に転じ、1998年9月5日に開かれた最高人民会議第10期第1会議で解任されるまで、12年間在任した。
1994年7月8日に金日成主席が死去し国家葬儀委員会が組織されると、同委員会委員に選ばれた。1999年8月に朝鮮労働党中央委員会検閲委員会委員長に選出された。2001年3月に曽慶紅中国共産党中央組織部長が訪朝した際に開かれた宴会に参加し、7月1日に金正日総書記が中国大使館を訪問した際に同行した。2004年9月にはアジア政党国際会議総会に参加するため朝鮮労働党代表団を率いて中国を訪問。9月3日に胡錦濤国家主席と会談し、9月4日には呉官正中国共産党中央規律検査委員会書記と会談。9月5日には何勇中国共産党書記処書記兼中央規律検査委員会副書記と会談した。
2007年3月18日に転移性癌により死去。朝鮮労働党中央委員会・最高人民会議常任委員会は「チュチェの革命偉業の勝利のためにすべてを捧げて闘争してきた忠実な革命戦士」であったと評価した。